# Colorado Bureau of Investigation
Il Colorado Bureau of Investigation è un'agenzia governativa di polizia statale del Colorado.

## Storia
L'agenzia è stata creata nel 1967 ed è stata inizialmente guidata dall'ex giudice della Corte Suprema del Colorado Hilbert Schauer, che è stato nominato direttore in base alla sua prestazione in un esame di servizio civile.
Nel 1999, l'indagine sull'omicidio di JonBenét Ramsey ha rappresentato il più grande carico di casi singoli, con più di 3.000 ore di lavoro per 2.500 analisi di campioni di laboratorio e 25.520 esami di laboratorio.
Nell'estate del 1998, la sparatoria dell'agente di polizia di Cortez ha comportato 2.830 ore di indagine da parte degli agenti della CBI.